# Cima Rossa
Cima Rossa (3.161 m s.l.m.) è una montagna delle Alpi dell'Adula nelle Alpi Lepontine.

## Descrizione
Si trova in Svizzera lungo la linea di confine tra il Canton Ticino ed il Canton Grigioni nei pressi dell'Adula.

## Salita alla vetta
Si può salire sulla vetta partendo da Dandrio, frazione di Malvaglia.